# Ngày tưởng niệm các nạn nhân của đàn áp chính trị
Ngày tưởng niệm các nạn nhân của đàn áp chính trị (tiếng Nga: День памяти жертв политических репрессий), là một ngày lễ tưởng niệm được tổ chức hàng năm, trong đó nhiều sự kiện (mít tinh, đặt hoa hoặc vòng hoa tại các tượng đài những người bị đàn áp hay các tiết học "tưởng nhớ" tại trường học) được tổ chức nhằm tri ân những người đã chết hoặc bị giày vò trong cuộc đàn áp chính trị của Chính phủ Stalin.
Tại Liên bang Nga, ngày lễ này rơi vào ngày 30 tháng 10 hằng năm, còn tại Ukraina – vào ngày Chủ Nhật thứ ba của tháng 5, và ở Kazakhstan – vào ngày 31 tháng 5 hằng năm.
Trước đây, ngày này là Ngày của tù nhân chính trị ở Liên Xô, một sáng kiến khởi xướng từ năm 1974 bởi những người bất đồng chính kiến bị cầm tù của Liên Xô đòi công nhận tình trạng tù nhân bị nhà cầm quyền giam giữ vì tự do ngôn luận như những tù nhân chính trị.
Các thành viên của tổ chức Memorial-Tưởng niệm (tiếng Nga: Мемориа́л) tham gia tích cực vào ngày kỷ niệm này. Đây là một tổ chức xã hội dân sự hoạt động ở một số quốc gia hậu Xô Viết tập trung vào việc thu thập những tài liệu, bằng chứng và công bố quá khứ độc tài toàn trị của Liên Xô, cũng như theo dõi nhân quyền tại Nga và các nước hậu Xô viết khác.
Kỷ niệm 100 năm Cách mạng tháng 10 tại Nga năm 2017, tổng thống Putin đã không tham gia và ủng hộ những sự kiện trong tuần lễ kỷ niệm do Đảng Cộng sản Nga tổ chức nhưng cũng không cấm đoán, ông cũng không thích khẩu hiệu 'Cách mạng sống mãi" của họ. Thay vào đó, Putin đã tham gia buổi tưởng niệm những nạn nhân của đàn áp chính trị thời Liên Xô ngày 30 tháng 10  tại Moskva, khánh thành một đài tưởng niệm ở đó và phát biểu:
| “ | "...Đối với tất cả chúng ta, đối với các thế hệ tương lai, điều rất quan trọng là phải biết và ghi nhớ thời kỳ bi thảm này trong lịch sử nước ta, khi toàn bộ các tầng lớp, toàn bộ các dân tộc: công nhân và nông dân, kỹ sư và thuyền trưởng, linh mục, quan chức chính phủ, nhà khoa học và nhà văn hóa bị bức hại nghiêm trọng." "Quá khứ khủng khiếp này không thể bị xoá nhòa khỏi ký ức quốc gia, không có bất cứ điều gì, không có lợi ích cao cả nào cho nhân dân có thể biện minh cho chuyện đó." - ...."Đàn áp chính trị là bi kịch cho tất cả nhân dân, cho toàn xã hội, đòn tàn nhẫn với đất nước chúng ta, đến tận gốc rễ, văn hóa, ý thức, khiến chúng ta còn chịu ảnh hưởng cho đến bây giờ." | ” |